# Jean Ernest Odend’hal

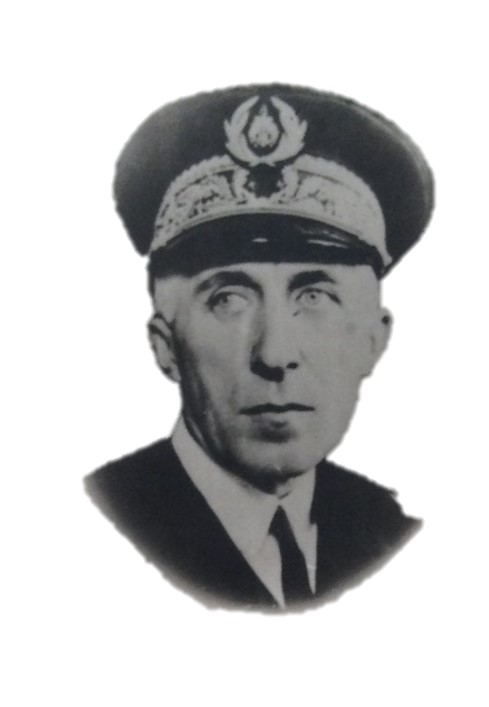
Jean Ernest Odend’hal (1933)

Jean Ernest Odend’hal (* 14. Dezember 1884 in Brest, Département Finistère; † 19. März 1957 in Bohars, Département Finistère) war ein Vizeadmiral der französischen Marine.

## Leben

### Ausbildung zum Marineoffizier und Erster Weltkrieg
Odend’hal begann nach dem Schulbesuch 1900 eine Ausbildung zum Marineoffizier an der Marineschule (École Navale) sowie auf dem Schulschiff Duguay-Trouin. Am 5. Oktober 1903 wurde er zunächst zum Kreuzer Pascal sowie danach auf das Schlachtschiff Le Redoutable versetzt, mit dem er Operationen im Fernen Osten teilnahm. Nach seiner Beförderung zum Leutnant zur See (Enseigne de vaisseau de deuxième classe) am 5. Oktober 1905 wurde er Offizier auf der Bombarde und nahm 1907 an Operationen vor der Küste Marokkos teil. Anschließend fand er 1909 zunächst Verwendung auf der zum Atlantikgeschwader gehörenden Fauconneau sowie später auf der zum Nordgeschwader gehörenden Branlebas, ehe er 1910 Ausbilder auf der zur Lotsenschule (École des pilotes) gehörenden Chamois unter dem Kommando des späteren Konteradmirals Antoine Exelmans wurde. 1912 wurde er Ordonnanzoffizier des Oberkommandierenden des 3. Mittelmeer-Geschwaders (3ème Escadre en Méditerranée), Flottillenadmiral Louis de Marolles, und erhielt in dieser Verwendung am 3. Oktober 1912 auch seine Beförderung zum Kapitänleutnant (Lieutenant de Vaisseau). Anschließend war er 1913 Aide-de-camp des Kommandeurs des 2. Leichten Geschwaders (2ème Escadre légère) Flottillenadmiral Charles-Eugène Favereau, auf dessen Flaggschiff Gloire.
Am 9. Januar 1914 übernahm Odend’hal sein erstes eigenes Kommando, und zwar als Kommandant einer Torpedobootgruppe sowie zugleich des Torpedobootes T 236 im Marinestützpunkt Cherbourg. Im Anschluss folgte während des Ersten Weltkrieges 1915 eine Verwendung in der 2. Abteilung des Generalstabes sowie zwischen 1916 und Juli 1917 als Offizier in der Stützpunktabteilung der Orient-Expeditionsstreitkräfte AFO (Armée française d’Orient) beziehungsweise zuletzt als Kommandant der Sans-Souci. Im August 1917 wurde er dann Aide-de-camp und Leiter des Sekretariats von Konteradmiral Ferdinand-Jean-Jacques de Bon, dem Chef des Generalstabes der Marine (Chef d’état-major de la Marine). Anschließend blieb er ab Mai 1919 zunächst Offizier im Generalstab und wurde als solcher am 25. August 1919 zum Korvettenkapitän (Capitaine de Corvette) befördert.

### Nachkriegszeit, Aufstieg zum Vizeadmiral und Zweiter Weltkrieg
Am 1. Januar 1919 wurde Odend’hal abermals Aide-de-camp von Konteradmiral de Bon, der nunmehr auf dem zur Bretagne-Klasse gehörenden Schlachtschiff Provence als Flaggschiff Oberkommandierender des Geschwaders im östlichen Mittelmeer (Escadre de Méditerranée Orientale) war. Als solcher wurde er am 27. November 1922 zum Fregattenkapitän (Capitaine de Frégate) befördert und übernahm im Anschluss das Kommando über das Torpedoboot Enseigne Roux, das zur Ärmelkanal- und Nordsee-Abteilung (Division de la Manche et de la Mer du Nord) gehörte. 1925 wurde er in Personalunion Kommandant des Torpedobootes Marocain sowie des 6. Torpedobootgeschwaders (6ème Escadrille de torpilleurs) und nahm als solcher am Rifkrieg teil. Für seine dortigen Verdienste wurde ihm 1924 das Offizierskreuz der Ehrenlegion verliehen. 1928 besuchte er als Offiziershörer das Zentrum für höhere Marinestudien (Centre des Hautes Études Navales) und erhielt dort am 19. August 1928 seine Beförderung zum Kapitän zur See (Capitaine de Vaisseau). Im Anschluss folgte von 1929 bis 1931 eine Verwendung als Kommandant des zur Duquesne-Klasse gehörenden Schweren Kreuzers Tourville im Pazifischen Ozean und danach vom 1. Januar 1931 bis Juni 1932 als Chef des Militärkabinetts von Marineminister Charles Dumont.
Im Juni 1932 übernahm Odend’hal die Funktion als Professor und Direktor des Zentrums für höhere Marinestudien. Nach seiner Beförderung zum Konteradmiral (Contre-amiral) im Juli 1933 wurde er stellvertretender Generalsekretär des Obersten Rates für nationale Verteidigung (Conseil supérieur de la Défense nationale). Anschließend fungierte er zwischen Februar 1934 und Juni 1936 als Chef des Kabinetts von Marineminister François Piétri sowie zwischen 1936 und 1938 als Kommandeur des 2. Leichten Geschwaders (2e escadre légère). Nach seiner Beförderung zum Vizeadmiral (Vice-amiral) am 3. Juli 1938 wurde er in Personalunion Kommandant der Seekriegsschule (Ecole de guerre navale) sowie Kommandant des Zentrums für höhere Marinestudien. Im Anschluss wurde er 1939 Chef der Marinevertretung im Vereinigten Königreich, wo er sich insbesondere mit Fragen der Koordinierung der gemeinsamen Aktivitäten der französischen Marine mit der Royal Navy befasste. Im Dezember 1939 wurde er auch zum Vice-amiral d’escadre befördert und schied schließlich im Dezember 1943 aus dem aktiven Militärdienst aus.
Odend’hal war verheiratet und Vater zweier Töchter. Die ältere Tochter Marie Odend’hal war mit Marc Biseau verheiratet, der 1923 ebenfalls seine Ausbildung an der Marineschule begann und zuletzt Fregattenkapitän war. Seine zweite Tochter Anne Odend’hal war die Ehefrau von Jacques Flichy, der 1929 als Offiziersanwärter in die Marineschule eintrat und zuletzt als Kapitän zur See in der Marine diente. Sein Urenkel Tanneguy Biseau begann 2002 seine Ausbildung an der Marineschule.